# Things Can Only Get Better (canción de Howard Jones)
«Things Can Only Get Better» es una canción del músico británico Howard Jones. Escrita por Jones y producida por Rupert Hine, fue lanzado como el primer sencillo del su álbum de 1985 Dream into Action.
Alcanzó el número 6 en la UK Singles Chart en el Reino Unido. En Estados Unidos fue número 5 en el Billboard Hot 100. La canción se convirtió en un gran éxito internacional, llegando al Top Ten en las listas de Canadá y varios países de Europa como Irlanda, Suecia y Noruega.

## Vídeo musical
El video muestra a Jones cantando la canción mientras preparan los equipos para un concierto, seguido de una transición al espectáculo donde  actúa para una multitud animada. Un artista marcial inspirado en el protagonista de la película de 1984 The Karate Kid, y el personaje de Charlot que hizo famoso Charles Chaplin deambulan entre bastidores durante el montaje y luego aparecen entre la multitud. Al final del video, el personaje de Charlot se va de la mano con una joven que antes había visto al equipo trabajar.

## Lista de canciones
sencillo de 7" Elektra – 7-69651 (Estados Unidos)
A "Things Can Only Get Better" – 3:59
B "Why Look for the Key" – 3:40
maxi de 12" Elektra – 0-66915 (Estados Unidos)
A1 "Things Can Only Get Better" (LP Version) - 3:59
A2 "What Is Love?" (New Extended Version) - 6:34
B1 "Things Can Only Get Better" (Extended Version) - 7:26
B2 "New Song" (New Version)  - 4:48

## Posicionamiento en listas
| Lista (1985)                           | Máxima posición |
| -------------------------------------- | --------------- |
| Australia (Kent Music Report)          | 11              |
| Bélgica (Flandes) (Ultratop 50)        | 12              |
| Canadá (RPM Top Singles)               | 9               |
| Irlanda (IRMA)                         | 5               |
| Noruega (VG-lista)                     | 4               |
| Suecia (Sverigetopplistan)             | 3               |
| Reino Unido (UK Singles Chart)         | 6               |
| Estados Unidos (Billboard Hot 100)     | 5               |
| Estados Unidos (Dance/Club Play Songs) | 10              |